# Pentlogram

Ukázka pentlogramu – T-křižovatka

Intenzita silniční nákladní dopravy v USA, pro znázornění intenzity byl použit pentlogram

Pentlogram (také pentlogram intenzit dopravy či kartodiagram intenzit dopravy) je dopravně-inženýrský diagram, který ukazuje intenzitu dopravy v určitých směrech. Svým způsobem se jedná o liniový kartodiagram, který je výsledkem dopravního průzkumu prováděného zejména formou průběžného nebo příležitostného sčítání dopravy. Může být určen pro lokální problémy (např. pentlogram intenzity v křižovatce), pro mapu intenzit dopravy v určitém městě, dopravní síti (silniční, železniční, integrovaná doprava) či pro rozsáhlé územní (národní či nadnárodní) celky.
Z pentlogramu je možno vyčíst vytíženost určitého úseku, výhodou je i přehlednost a rychlá identifikace páteřních dopravních tahů. Na druhou stranu z údajů pentlogramu nelze vyčíst údaje např. o kongesci. Pentlogram neuvádí kapacitu komunikace – u silničních komunikací např. nerozlišuje, zda se jedná o dálnici, či běžnou silnici.